# Maria Giacomina di Baden
Maria Giacomina di Baden (25 giugno 1507 – Monaco di Baviera, 16 novembre 1580) fu margravia di Baden e duchessa consorte di Baviera.

## Biografia
Maria Giacomina era figlia del margravio Filippo I di Baden (1479–1533) e della contessa Elisabetta (1483–1522), figlia di Filippo, elettore palatino e di Margherita di Baviera-Landshut. Suoi nonni paterni erano il margravio Cristoforo I di Baden e la contessa Ottilia von Katzenelnbogen.
Sposò, il 5 ottobre 1522, a Monaco, il duca Guglielmo IV di Baviera (1493–1550), primogenito del duca Alberto IV e dell'arciduchessa Cunegonda d'Austria.
Da questo matrimonio nacquero i seguenti figli, che raggiunsero l'età adulta:
- Teodoro (1526–1534)
- Alberto (1528-1579);
- Guglielmo (1529–1530)
- Matilde di Wittelsbach (1532-1565), sposò il margravio Filiberto di Baden-Baden.

## Ascendenza
|                                   |                                |                                     | Genitori                             |  |  | Nonni |  |  | Bisnonni            |  |  | Trisnonni              |  |
|                                   |                                |                                     |                                      |  |  |       |  |  | 8. Carlo I di Baden |  |  | 16. Giacomo I di Baden |  |
|                                   |                                |                                     |                                      |  |  |       |  |  | 8. Carlo I di Baden |  |  | 16. Giacomo I di Baden |  |
|                                   |                                | 17. Caterina di Lorena              |                                      |  |  |       |  |  | 8. Carlo I di Baden |  |  |                        |  |
| 4. Cristoforo I di Baden          |                                |                                     |                                      |  |  |       |  |  | 8. Carlo I di Baden |  |  |                        |  |
|                                   |                                | 9. Caterina d'Austria               | 18. Ernesto I d'Asburgo              |  |  |       |  |  |                     |  |  |                        |  |
|                                   |                                | 9. Caterina d'Austria               | 18. Ernesto I d'Asburgo              |  |  |       |  |  |                     |  |  |                        |  |
|                                   |                                | 9. Caterina d'Austria               | 19. Cimburga di Masovia              |  |  |       |  |  |                     |  |  |                        |  |
| 2. Filippo I di Baden             |                                | 9. Caterina d'Austria               |                                      |  |  |       |  |  |                     |  |  |                        |  |
|                                   |                                | 10. Filippo II di Katzenelnbogen    | 20. Filippo I di Katzenelnbogen      |  |  |       |  |  |                     |  |  |                        |  |
|                                   |                                | 10. Filippo II di Katzenelnbogen    | 20. Filippo I di Katzenelnbogen      |  |  |       |  |  |                     |  |  |                        |  |
|                                   |                                | 10. Filippo II di Katzenelnbogen    | 21. Anna di Württemberg              |  |  |       |  |  |                     |  |  |                        |  |
| 5. Ottilia di Katzenelnbogen      |                                | 10. Filippo II di Katzenelnbogen    |                                      |  |  |       |  |  |                     |  |  |                        |  |
|                                   |                                | 11. Ottilia di Nassau-Dillenburg    | 22. Giovanni IV di Nassau-Dillenburg |  |  |       |  |  |                     |  |  |                        |  |
|                                   |                                | 11. Ottilia di Nassau-Dillenburg    | 22. Giovanni IV di Nassau-Dillenburg |  |  |       |  |  |                     |  |  |                        |  |
|                                   |                                | 11. Ottilia di Nassau-Dillenburg    | 23. Maria di Loon-Heinsberg          |  |  |       |  |  |                     |  |  |                        |  |
| 1. Maria Giacomina di Baden       |                                | 11. Ottilia di Nassau-Dillenburg    |                                      |  |  |       |  |  |                     |  |  |                        |  |
|                                   | 12. Ludovico IV del Palatinato | 24. Ludovico III del Palatinato     |                                      |  |  |       |  |  |                     |  |  |                        |  |
|                                   | 12. Ludovico IV del Palatinato | 24. Ludovico III del Palatinato     |                                      |  |  |       |  |  |                     |  |  |                        |  |
|                                   | 12. Ludovico IV del Palatinato | 25. Matilde di Savoia               |                                      |  |  |       |  |  |                     |  |  |                        |  |
| 6. Filippo del Palatinato         | 12. Ludovico IV del Palatinato |                                     |                                      |  |  |       |  |  |                     |  |  |                        |  |
|                                   |                                | 13. Margherita di Savoia            | 26. Amedeo VIII di Savoia            |  |  |       |  |  |                     |  |  |                        |  |
|                                   |                                | 13. Margherita di Savoia            | 26. Amedeo VIII di Savoia            |  |  |       |  |  |                     |  |  |                        |  |
|                                   |                                | 13. Margherita di Savoia            | 27. Maria di Borgogna                |  |  |       |  |  |                     |  |  |                        |  |
| 3. Elisabetta del Palatinato      |                                | 13. Margherita di Savoia            |                                      |  |  |       |  |  |                     |  |  |                        |  |
|                                   |                                | 14. Ludovico IX di Baviera-Landshut | 28. Enrico XVI di Baviera-Landshut   |  |  |       |  |  |                     |  |  |                        |  |
|                                   |                                | 14. Ludovico IX di Baviera-Landshut | 28. Enrico XVI di Baviera-Landshut   |  |  |       |  |  |                     |  |  |                        |  |
|                                   |                                | 14. Ludovico IX di Baviera-Landshut | 29. Margherita d'Asburgo             |  |  |       |  |  |                     |  |  |                        |  |
| 7. Margherita di Baviera-Landshut |                                | 14. Ludovico IX di Baviera-Landshut |                                      |  |  |       |  |  |                     |  |  |                        |  |
|                                   |                                | 15. Amalia di Sassonia              | 30. Federico II di Sassonia          |  |  |       |  |  |                     |  |  |                        |  |
|                                   |                                | 15. Amalia di Sassonia              | 30. Federico II di Sassonia          |  |  |       |  |  |                     |  |  |                        |  |
|                                   |                                | 15. Amalia di Sassonia              | 31. Margherita d'Austria             |  |  |       |  |  |                     |  |  |                        |  |
|                                   |                                | 15. Amalia di Sassonia              |                                      |  |  |       |  |  |                     |  |  |                        |  |